# Bohdalice-Pavlovice
Pour les articles homonymes, voir Pavlovice.
Bohdalice-Pavlovice (en allemand : Bochdalitz et Paulowitz) est une commune du district de Vyškov, dans la région de Moravie-du-Sud, en République tchèque. Sa population s'élevait à 861 habitants en 2020.

## Géographie
Bohdalice-Pavlovice se trouve à 8 km au sud-sud-est de Vyškov, à 31 km à l'est de Brno et à 211 km au sud-est de Prague.
La commune est limitée par Vážany et Orlovice au nord, par Hvězdlice à l'est et au sud-est, par Kozlany au sud, et par Kučerov à l'ouest. La commune est composée de deux parties séparées par la commune de Kozlany.

## Histoire
La première mention écrite du village date de 1337.

## Administration
La commune se compose de deux quartiers séparés par une étroite bande de terrain appartenant à la commune de Kozlany :
- Bohdalice
- Pavlovice